# Peter Dovhun
Peter Dovhun (ur. 12 czerwca 1973) – słowacki menedżer, w 2023 minister gospodarki.

## Życiorys
Absolwent handlu zagranicznego na Uniwersytecie Ekonomicznym w Bratysławie. Kształcił się również na University of Michigan. Przez kilkanaście lat pracował w amerykańskiej izbie handlowej na Słowacji. Obejmował menedżerskie i dyrektorskie stanowiska w przedsiębiorstwach działających w sektorze technologii informatycznych i telekomunikacji. Pracował m.in. w koncernach Motorola i Microsoft, był członkiem rady dyrektorów w S&T Slovakia. W latach 2013–2018 pełnił dyrektorskie funkcje w kompanii Gratex International. W 2019 został dyrektorem wykonawczym oddziału Tachyum  na Słowacji.
Był doradcą ministra finansów Eduarda Hegera. W 2021 został dyrektorem generalnym i prezesem zarządu słowackiego operatora systemu przesyłowego SEPS. W maju 2023 powołany na urząd ministra gospodarki w technicznym rządzie Ľudovíta Ódora. Funkcję tę pełnił do października tego samego roku.